# 菅浦一
菅 浦一（すが うらいち、1919年1月4日 - 2003年11月23日）は、日本の実業家、馬主。
平和農産工業株式会社社長、日本馬主協会連合会第10代会長を務めた。

## 経歴・人物
1919年、愛媛県出身。明治大学卒業後、三菱鉱業を経て1948年12月に製鉄原料の販売を手掛ける不二興産株式会社を設立した。ほかフェロアロイを取り扱う極東工業株式会社社長、ゴルフ場運営などを行う平和農産工業株式会社・西南観光開発株式会社各代表を歴任。2003年11月23日、肺気腫のため死去。83歳没。
趣味はゴルフ、読書。

## 馬主活動

菅の勝負服

日本中央競馬会に登録していた馬主としても知られた。勝負服の柄は黄、赤鋸歯形、冠名には「アモン」を用いた。「株式会社アモン」の法人名義も存在し、そちらの勝負服の柄は黄、袖青一本輪、赤鋸歯形となっている。
1993年4月から6月にかけて日本馬主協会連合会会長を務めた。

## 主な所有馬

### 重賞競走優勝馬
レース名の*印は、「株式会社アモン」名義での勝ち鞍。
- ファーストアモン（1979年京成杯、1980年新潟大賞典*）
- ロバリアアモン（1984年フェブラリーハンデキャップ）
- アンドレアモン（1984年ウインターステークス*、1985年フェブラリーハンデキャップ*）
- カイラスアモン（1988年東京新聞杯*）